# Cathedral-Rock-Nationalpark
DerCathedral-Rock-Nationalpark ist ein Nationalpark im Nordosten des australischen Bundesstaates New South Wales, 555 km nördlich von Sydney und 70 km östlich von Armidale.
Der Park liegt zwischen dem Guy Fawkes River und der Macleay Range, etwa 6 km westlich von Ebor.
Der höchste Gipfel des New-England-Tafellandes, der Round Mountain, liegt auf dem Gebiet des Parks.